# Bis(5'-adenozil) trifosfataza
Bis(5'-adenozil) trifosfataza (EC 3.6.1.29, dinukleozidtrifosfataza, diadenozin 5,5-P1,P3-trifosfataza, 1-P,3-P-bis(5'-adenozil)-trifosfat adenilohidrolaza) je enzim sa sistematskim imenom P1,P3-bis(5'-adenozil)-trifosfat adenilohidrolaza. Ovaj enzim katalizuje sledeću hemijsku reakciju
P1,P3-bis(5'-adenozil) trifosfat + H2O {\displaystyle \rightleftharpoons } ADP + AMP

## Literatura
- Nicholas C. Price; Lewis Stevens (1999). Fundamentals of Enzymology: The Cell and Molecular Biology of Catalytic Proteins (Third изд.). USA: Oxford University Press. ISBN 019850229X.
- Eric J. Toone (2006). Advances in Enzymology and Related Areas of Molecular Biology, Protein Evolution (Volume 75 изд.). Wiley-Interscience. ISBN 0471205036.
- Branden C; Tooze J. Introduction to Protein Structure. New York, NY: Garland Publishing. ISBN 0-8153-2305-0.
- Irwin H. Segel. Enzyme Kinetics: Behavior and Analysis of Rapid Equilibrium and Steady-State Enzyme Systems (Book 44 изд.). Wiley Classics Library. ISBN 0471303097.

## Spoljašnje veze
- Bis(5'-adenosyl)-triphosphatase на 